# Médaille Léonard-de-Vinci
La médaille Léonard de Vinci est la plus haute distinction de la Société pour l'histoire de la technologie (en) (SHOT) et elle est décernée pour la première fois en 1962. Ce prix est généralement décerné chaque année à des chercheurs qui ont contribué de manière exceptionnelle à l'histoire de la technologie par la recherche, l'enseignement, la publication ou d'autres activités.

## Description
Le prix consiste en un certificat et une médaille. La médaille représente le visage de l'artiste qui a donné son nom au prix, à partir d'un autoportrait. Au dos de la pièce sont inscrits quelques mots prononcés par le scientifique : « les sources fondamentales d'énergie : l'eau, le vent et le feu ».

## Liste des lauréats
- 1962 Robert Jacobus Forbes
- 1963 Abbott Payson Usher (en)
- 1964 Lynn Townsend White, jr
- 1965 Maurice Daumas
- 1966 Cyril Stanley Smith
- 1967 Melvin Kranzberg (en)
- 1968 Joseph Needham
- 1969 Lewis Mumford
- 1970 Bertrand Gille[2]
- 1971 Aage Gerhardt Drachmann (de)
- 1972 Ladislao Reti (sh)
- 1973 Carl W. Condit (en)
- 1974 Bern Dibner
- 1975 Friedrich Klemm
- 1976 Derek Price
- 1977 Eugene Ferguson
- 1978 Torsten Althin (sv)
- 1979 John Nef (en)
- 1980 John Bell Rae
- 1981 Donald S. L. Cardwell (en)
- 1982 non décernée
- 1983 Louis C. Hunter (en)
- 1984 Brooke Hindle
- 1985 Thomas P. Hughes
- 1986 Hugh G. J. Aitken
- 1987 Robert P. Multhauf
- 1988 Sidney M. Edelstein (he)
- 1989 R. Angus Buchanan
- 1990 Edwin T. Layton Jr. (en)
- 1991 Carroll W. Pursell (de)
- 1992 Otto Mayr (en)
- 1993 W. David Lewis
- 1994 Merritt Roe Smith
- 1995 Bruce Sinclair
- 1996 Nathan Rosenberg
- 1997 Ruth Schwartz Cowan (en)
- 1998 Walter G. Vincenti (en)
- 1999 non décernée
- 2000 Silvio Bedini
- 2001 Robert C. Post[3]
- 2002 Leo Marx (en)
- 2003 Bart Hacker
- 2004 David Landes
- 2005 David E. Nye (en)[4]
- 2006 Eric H. Robinson
- 2007 David A. Hounshell (en)
- 2008 Joel A. Tarr (en)
- 2009 Susan J. Douglas (en)
- 2010 Svante Lindqvist (en)
- 2011 John M. Staudenmaier
- 2012 Wiebe Bijker
- 2013 Rosalind H. Williams (en)
- 2014 Pamela O. Long (en)
- 2015 Johan Schot (en)[5]
- 2016 Ronald R. Kline[6]
- 2017 Arnold Pacey[7]
- 2018 Joy Parr (en)[8]
- 2019 Francesca Bray[9]
- 2020 Maria Paula Diogo
- 2020 Arthur P. Molella
- 2021 Suzanne Moon (en)
- 2022 Donald MacKenzie
- 2023 Alex Roland[10]